# Barisoni (Capodistria)
Barisoni (Barižoni in sloveno, pronuncia [baɾiˈzoːni]) è un insediamento (naselje) della municipalità di Capodistria nella regione statistica dell'Litorale-Carso in Slovenia. Fino al 26 ottobre 1954 faceva parte del comune di Muggia, nella zona A del T.l.t. amministrata dagli angloamericani. Poi fu ceduta alla zona B  amministrata dalla Jugoslavia. In seguito seguì le sorti del capodistriano.